# Ranunculus matsudai
Ranunculus matsudai là một loài thực vật có hoa trong họ Mao lương. Loài này được Hayata ex Masam. miêu tả khoa học đầu tiên năm 1934.